# 王树声 (吉林议员)
王树声（1887年—?）字禹卿，号宇清，吉林双阳人。中华民国政治人物。

## 生平
王树声毕业于日本法政大学政治科。1912年他任北京临时参议院议员。他还曾任京师高等审判厅实习推事兼法政学校教员，黑龙江高等审判厅首席推事，署理黑龙江省拜泉县知事，吉林省阿城税捐局长，吉林磐石县知事，东三省护路军总司令部军法处处长。